# Eucera elongatula
Eucera elongatula là một loài Hymenoptera trong họ Apidae. Loài này được Vachal mô tả khoa học năm 1907.